# Bruno Moynot
Pour les articles homonymes, voir Moynot.
Bruno Moynot, né le 20 décembre 1950 à Bois-Colombes (Hauts-de-Seine), est un homme de théâtre et acteur français.
Il est surtout connu comme membre de la troupe du Splendid, principalement pour les rôles qu'il a tenus dans les films Le père Noël est une ordure et Les Bronzés font du ski.

## Biographie
Entré au théâtre Le Splendid comme machiniste, Bruno Moynot tient progressivement des rôles dans les spectacles donnés par la troupe de comédiens qui y officie dans les années 1970.
Il est identifié notamment à ses rôles de Zadko Preskovic dans Le père Noël est une ordure ainsi que celui de Gilbert Seldman (ou : Selzmann) dans Les Bronzés font du ski. Il a fait de nombreuses apparitions — souvent furtives — dans d'autres films aux côtés de ses camarades du Splendid, Josiane Balasko, Michel Blanc, Marie-Anne Chazel, Christian Clavier, Gérard Jugnot, Thierry Lhermitte. 
Au cinéma, ses rôles deviennent moins importants à partir de 1981 ; il passe des seconds rôles à des rôles dits de « troisième couteau » (petits rôles) ou à de la figuration. 
Après avoir été un temps, avec Christian Spillemaecker, à la direction du théâtre de la Renaissance, il gère toujours en 2022 le théâtre du Splendid.
Il joue au théâtre du Splendid les 26 novembre, 6 et 13 décembre 2022 dans un one-man-show appelé Bruno Moynot imite mal les humains. 

### Vie privée
Il a été le compagnon de Josiane Balasko de 1974 à 1981.

## Filmographie
- 1976 : L'Aile ou la Cuisse, de Claude Zidi : celui qui passe la musique lors de la séance photos au début du film
- 1976 : Une fille unique, de Philippe Nahoun : Raymond
- 1976 : L'Affiche rouge, de Frank Cassenti : Jonas
- 1977 : Vous n'aurez pas l'Alsace et la Lorraine, de Coluche : un homme à la cour
- 1978 : La Chanson de Roland, de Frank Cassenti : Pair Charlemagne
- 1978 : La Tortue sur le dos, de Luc Béraud
- 1978 : Les Bronzés, de Patrice Leconte : l'homme en slip noir
- 1979 : Les héros n'ont pas froid aux oreilles, de Charles Nemes : le loueur de voitures
- 1979 : Les Bronzés font du ski, de Patrice Leconte : Gilbert Seldman
- 1981 : Viens chez moi, j'habite chez une copine, de Patrice Leconte : l'accidenté
- 1981 : Les Babas-cool, de François Leterrier : Docteur Morin
- 1982 : Le père Noël est une ordure, de Jean-Marie Poiré : Monsieur Preskovic
- 1982 : Le Quart d'heure américain, de Philippe Galland : le réalisateur
- 1983 : Papy fait de la résistance, de Jean-Marie Poiré : un homme de la Gestapo
- 1985 : Sac de nœuds, de Josiane Balasko : le policier
- 1986 : Prunelle Blues, de Jacques Otmezguine : policier en faction
- 1986 : Nuit d'ivresse, de Bernard Nauer : le caméraman de France Roche
- 1987 : Les Keufs de Josiane Balasko
- 1989 : Après la guerre, de Jean-Loup Hubert : Roger Guitton
- 1991 : Les Secrets professionnels du docteur Apfelglück, de Thierry Lhermitte et Hervé Palud : homme au bar
- 1991 : Ma vie est un enfer, de Josiane Balasko : l'agent immobilier
- 1994 : Grosse Fatigue, de Michel Blanc : le chauffeur de taxi
- 2003 : Les Clefs de bagnole, de Laurent Baffie : Monsieur Preskovic
- 2006 : Les Bronzés 3, de Patrice Leconte : Gilbert Jambier
- 2011 : Rien à déclarer, de Dany Boon : l'agent immobilier
- 2011 : Au bistro du coin de Charles Nemes : Bouzigues
- 2022 : Plus belle la vie (saison 18) : Lucien

## Théâtre
- 1979 : Le père Noël est une ordure du Splendid, Théâtre de la Gaîté-Montparnasse
- 1981 : Bunny's bar de Josiane Balasko, Le Splendid
- 1981 : Papy fait de la résistance de Christian Clavier et Martin Lamotte, Le Splendid
- 1983 : Panique à Orly de Bruno Moynot et Philippe Klebert, Le Splendid
- 1984 : On purge bébé de Georges Feydeau, Le Splendid
- 2006 : Dernier rappel de Josiane Balasko, Théâtre de la Renaissance
- 2012 : Jacques Le Plusieurs de Bruno Moynot et Samir Bouadi, mise en scène Samir Bouadi, Le Splendid
- 2015 : Le C.V. de Bruno Moynot et Samir Bouadi, mise en scène Samir Bouadi, Petit Palais des glaces

## Publication
- Un roman de merde, publication indépendante (19 mai 2021)  (ISBN 979-8507100569)
- Le Splendid par le Splendid, nous nous sommes tant marrés, (28 novembre 2024) avec la troupe du Splendid.

## Distinction
- 2021 : César anniversaire avec la troupe du Splendid